# Le Saint face au Tigre
Pour les articles homonymes, voir Le Saint.
Série
The Saint's Vacation
(1941) Le Saint défie Scotland Yard
(1954)
Pour plus de détails, voir Fiche technique et Distribution.
Le Saint face au Tigre (The Saint Meets The Tiger) est un film britannique réalisé par Paul Stein, sorti en 1943, d'après le roman de Leslie Charteris Meet The Tiger » (1928) paru chez Arthème Fayard sous le titre Le Saint et Patricia.

## Synopsis
Les derniers mots prononcés par un escroc mourant sur le pas de la porte du Saint conduisent le détective à la poursuite des contrebandiers d'or et du maître escroc connu sous le nom de Tigre. Il l’affrontera et trouvera l’amour en la personne de la jeune Patricia Holm qui deviendra sa complice lors de ses aventures.

## Fiche technique
- Réalisation : Paul Stein
- Scénario : Leslie Arliss, Wolfgang Wilhelm et James Seymour, d'après le roman de Leslie Charteris  « Meet The Tiger »
- Images :  Robert Krasker
- Musique : Bretton Byrd, John Greenwood, Miklos Rozsa et Roy Webb
- Son : John Cook et A.W.Watkins
- Montage : Ralph Kemplen
- Production : RKO Radio Pictures
- Producteur : William Sistrom
- Distribution : RKO Radio Pictures
- Genre : film policier
- Pays :  Royaume-Uni
- Année de tournage : 1943
- Durée : 70 minutes
- Format : 35 mm - noir et blanc
- Date de sortie : 
  - Royaume-Uni : 29 juillet 1943

## Distribution
- Hugh Sinclair : Simon Templar
- Jean Gillie : Patricia Holm
- Gordon McLeod : Inspecteur Teal
- Clifford Evans (en) : Tidemarsh/Le Tigre
- Wylie Watson : Horace
- Charles Victor : Bittle
- Dennis Arundell : Lionel Bentley
- Louise Hampton : Tante Agatha Gurten
- John Salew  : Meridon
- Arthur Hambling : Le policier
- Amy Veness : Mrs. Donald Jones
- Claude Bailey : Donald Jones
- Noel Dainton : Burton
- Eric Clavering : Frankie
- Ben Williams : Joe Gallo
- John Slater: Eddie
- Tony Quinn : Paddie
- Alf Goddard : Tailor

## Commentaires
The Saint Meets the Tiger est le titre d'un thriller policier produit par l'unité britannique de RKO Pictures, produit en 1941 mais pas sorti avant 1943. Ce devait être le dernier des huit films de la série de films de RKO des aventures de Simon Templar (qui en distribuera, pour les USA, un neuvième, produit par la Hammer, avec le premier interprète du Saint, Louis Hayward).
Après The Saint’s Vacation (1941), Hugh Sinclair fait sa deuxième (et dernière) apparition en tant que Templar dans cette aventure et se montre bien plus impliqué et convaincant que dans la première. Des téléspectateurs américains ont pu revoir le film sur le câble et ont été étonnés par sa très grande performance, d'autant que dans le précédent film, il était assez fade. Il va enquêter sur un cadavre laissé à sa porte. Cela le conduit dans un paisible village balnéaire de Cornouailles où il poursuit un mystérieux méchant connu sous le nom du Tigre. La co-vedette du film est Jean Gillie dans le rôle de la fiancée complice habituelle de Templar, Patricia Holm. Bien que ce personnage ait fait de nombreuses apparitions dans la série de livres, c'est à ce jour le seul film dans lequel elle apparaît. Le personnage apparaît ensuite à la télévision, interprétée en 2017 par Eliza Dushku dans The Saint avec dans le rôle de Templar le comédien Adam Rayner.
En raison d'un différend entre RKO et Leslie Charteris, le film a été mis en attente après la fin du tournage en juin 1941. La raison du différend était que RKO était sur le point de sortir The Gay Falcon en octobre 1941, le premier film en leur nouvelle série The Falcon, et Leslie Charteris a estimé ce n'était rien d'autre qu'une copie du Saint, opinion renforcée par le fait que George Sanders jouait The Falcon. Il était le comédien à avoir tourné le plus grand nombre de films du Saint, après avoir joué le personnage dans cinq des films précédents, dont le dernier était sorti plus tôt la même année. RKO a finalement vendu les droits de distribution aux États-Unis à Republic Pictures, tandis que sa branche britannique s'est occupée de la distribution au Royaume-Uni comme prévu, et le film est sorti dans les deux pays en 1943. En Angleterre, ce sera Le 29 juillet.
The Saint Meets the Tiger est une adaptation du premier roman du Saint de Charteris sorti en France chez Arthème Fayard sous le titre Le Saint et Patricia, Meet The Tiger !, et était le dernier roman du Saint adapté par la série RKO. Dans un sens, c'était aussi le dernier film de la série RKO, car le film suivant, Le Saint défie Scotland Yard (The Saint's Return), n'est arrivé que dix ans plus tard et a été produit et distribué au Royaume-Uni par British Hammer Films, tandis que RKO ne s'occupait que de la distribution américaine.
Le roman Le Saint et Patricia était en 1928 une première ébauche du Saint différente de ce qui suivra. Bien qu’il se soit bien vendu, Leslie Charteris, qui était mécontent du résultat, a toujours considéré que les vrais débuts du Saint étaient dans le roman Enter The Saint sorti chez Arthème Fayard sous le titre Les Compagnons du Saint en 1930.

## Anecdotes
Immense surprise au niveau composition de la musique, la présence d'un des plus grands compositeurs de tous les temps pour le cinéma, Miklós Rózsa. Il avait déjà participé à The Saint's Vacation.
Leslie Charteris ayant toujours détesté Meet the Tiger, on peut s'étonner qu'il ait co-signé le scénario.
Les affiches de ce film et le générique le présentent comme produit par Republic Pictures Production et non plus RKO.

## DVD
Le film a été édité en DVD par les éditions Montparnasse,.